# بايبر ماريو: ستيكر ستار
بايبر ماريو: ستيكر ستار (بالإنجليزية: Paper Mario: Sticker Star)‏ هي لعبة فيديو تقمص الأدوار ولعبة أكشن-مغامرات طورتها إنتيليجنت سيستمز ونشرتها نينتندو لمشغل نينتندو 3دي أس لعام 2012. هي اللعبة الرابعة في سلسلة بايبر ماريو وجزء من امتياز ماريو الأكبر؛ هي أول لعبة في السلسلة يمكن لعبها على مشغل محمول. في اللعبة، يسافر ماريو، بمساعدة حليف جديد يُدعى كيرستي، عبر مملكة الفطر لاسترداد الملصقات الملكية الستة المتناثرة بواسطة باوزر.
على عكس ألعاب بايبر ماريو السابقة، تستخدم ستيكر ستار أسلوبًا بصريًا مميزًا للحرف الورقية، والتي تدمج بشكل كبير في آليات اللعب الخاصة به. تقدم ستيكر ستار استخدام الملصقات، التي تتناثر في جميع أنحاء عالم اللعبة وتُستخدم كعناصر تستخدم مرة واحدة أو كقوى خارقة، مما يساعد اللاعب في المعارك القائمة على الأدوار ضد الأعداء أو في حل الألغاز. خلفتها بايبر ماريو: كولر سبلاش لوي يو، حملت العديد من الأفكار التي قُدِمَت في ستيكر ستار وصدرت في أكتوبر 2016.
أصر مصمم اللعبة والمنتج شيغيرو مياموتو على أن أسلوب اللعب يجب أن يكون مختلف عن ألعاب بايبر ماريو السابقة، لأنه يعتقد أن المفهوم كان مشابهًا جدًا للألعاب السابقة في الامتياز. وبسبب هذا، كان التركيز موجهًا نحو أسلوب اللعب والقتال، ونقصه في القصة والحبكة. قُطِعَ الحلفاء إلى جانب ماريو بسبب تعقيدات مع ميكانيكا الملصقات. تلقت اللعبة مراجعات إيجابية بشكل عام، مع الإشادة بالرسومات والكتابة والاستراتيجية، والشكاوى تجاه صعوبة غير متوازنة في القتال وعدم وجود عناصر تقمص الأدوار التقليدية. كان الاستقبال على ميكانيكا الملصقات مختلطًا.

## أسلوب اللعب
تتميز ستيكر ستار بأسلوب مرئي مشابه لأسلافها. يتحكم اللاعب في نسخة مقطوعة من الورق من ماريو في عالم ورقي ثلاثي الأبعاد، مع مناظر طبيعية تتراوح من المناطق الثلجية والغابات إلى البراكين ممثلة بمملكة الفطر. تركز القصة على جهود ماريو لاسترداد الملصقات الملكية الستة التي نثرها باوزر بعد أن هاجم مهرجان الملصقات السنوي. يرافق ماريو كيرستي، وهي ملصق جنية، تمنح ماريو قوة الملصقات.
يتمثل أحد الجوانب الرئيسية لأسلوب اللعب في ستيكر ستار في استخدام الملصقات القابلة للتحصيل، والتي تُستخدم لاكتساب القدرات للتقدم خلال اللعبة. يقوم اللاعب بجمع الملصقات التي عُثِرَ عليها ونُزِعَت من مناطق مختلفة في البيئة. بالإضافة إلى ذلك، يمكن للاعب شراء ملصقات باستخدام العملات المعدنية أو استلامها من الشخصيات غير القابلة للعب. اللاعب لديه مساحة مخزون محدودة، مع ملصقات أكبر تشغل مساحة أكبر. تُستخدم الملصقات في كل من القتال والتفاعل مع البيئة. يمكن للاعب الدخول في حالة تسمى «بايبريزايشن»، والتي ستضع الشاشة لأسفل بشكل مسطح للكشف عن أسرار إضافية لا تظهر بانتظام. يمكن العثور على كائنات العالم الحقيقي، والمعروفة في اللعبة باسم «الأشياء»، مثل مضارب ومقصات البيسبول، والتي يمكن تحويلها إلى أنواع خاصة من الملصقات تسمى «ملصقات الأشياء»، والتي غالبًا ما تكون مطلوبة لحل الألغاز في عالم العبور. على سبيل المثال، يمكن وضع ملصق شيء من المعجبين في مناطق إستراتيجية في البيئة، وعند تنشيطه، يخلق رياحًا تحرك أو تدمر العوائق.
تكرر المعارك القائمة على الأدوار في ستيكر ستار أيضًا القتال في الألعاب السابقة، وتبدأ عندما يتلامس ماريو مع الأعداء في العالم الآخر. تحدد هجمات اللاعب المتاحة من خلال الملصقات الموجودة في مخزونهم. على سبيل المثال، يمكن استخدام ملصق قافز لمهاجمة العدو بالقفز عليه. هناك حاجة لأنواع معينة من الهجمات اعتمادًا على العدو الذي يُقاتَل؛ لا يمكن القفز على عدو يرتدي خوذة مسننة ويجب بدلاً من ذلك مهاجمته باستخدام نوع مختلف من الملصقات، مثل المطرقة. تُستخدم ملصقات الأشياء لإلحاق المزيد من الضرر بالأعداء، وهناك حاجة لأنواع معينة من ملصقات الأشياء لتسهيل معارك الزعماء. يزال كل ملصق من اللعب بعد استخدام واحد، مما يجعل من الضروري للاعب أن يجمع ملصقات جديدة باستمرار. يزيد اللاعب من نقاط الصحة القصوى (HP) والإحصائيات الأخرى من خلال جمع قلوب HP-Up، والتي تمنح ماريو خمس نقاط صحية وهجمات أقوى.

## الحبكة
كل عام، يهبط ملصق المذنب في مملكة الفطر، وأولئك الذين يرغبون في الحصول عليه لديهم فرصة جيدة للحصول على رغبتهم من خلال الملصقات الملكية الموجودة داخل المذنب. يحضر ماريو مهرجان الملصقات، وهو مهرجان أقيم في مدينة ديكالبورغ للاحتفال بوصول المذنب اللاصق؛ حيث تقدم الأميرة بيتش المذنب على خشبة المسرح. هناك، بينما يستعد كل التود لرغباتهم، قاطع باوزر الاحتفال وقسم المذنب إلى ستة أجزاء، وتتبعثر الملصقات الملكية فوق المملكة، مع سقوط واحد على رأس باوزر؛ يحاول ماريو إيقافه، لكنه يفشل ويوقع فاقدًا للوعي. كرستي أيقظت مساعد الملصقات لاحقًا، المكلف بمنح الأمنيات لملصق المذنب. بعد تنظيف فوضى باوزر في ديكالبورغ، غادر ماريو وكيرستي للبحث عن أول الملصقات الملكية.
يجتاز ماريو وكيرستي ست مناطق لاستعادة كل من الملصقات الملكية الستة. كل ملصق ملكي يحرسه رئيس، وعند هزيمة كل منهما، يظهر مشهد قصصي كيف تلقى الرئيس الملصق الملكي وما هي دوافعهم. اتخذ ميغاسباركل غومبا أول ملصق ملكي كتاج ودعا نفسه ملكًا؛ خُتِمَ نازر باور بوكي بواسطة كاميك؛ كان غوبر بلوبر محبًا للموسيقى يطلق السم بشكل لا يمكن السيطرة عليه. أراد ميزتر بليزارد التحكم في الشتاء حتى لا يذوب أبدًا؛ بيتي بيرانا ببساطة أكل ملصقه عن طريق الخطأ.
بعد جمع كل ملصق ملكي، يدخل الثنائي قلعة باوزر ويواجهونه في النهاية. خلال المعركة النهائية، تضحي كرستي بنفسها لمنح ماريو ملصقات من أجل هزيمة باوزر. عند الهزيمة، يسقط باوزر آخر ملصق ملكي. يستخدم ماريو رغبته في استعادة السلام لمملكة الفطر واستعادة ملصق المذنب، وإحياء كرستي في هذه العملية. تخرج شارة النهاية وهي تتدحرج على موكب لملصق المذنب.

## التطوير

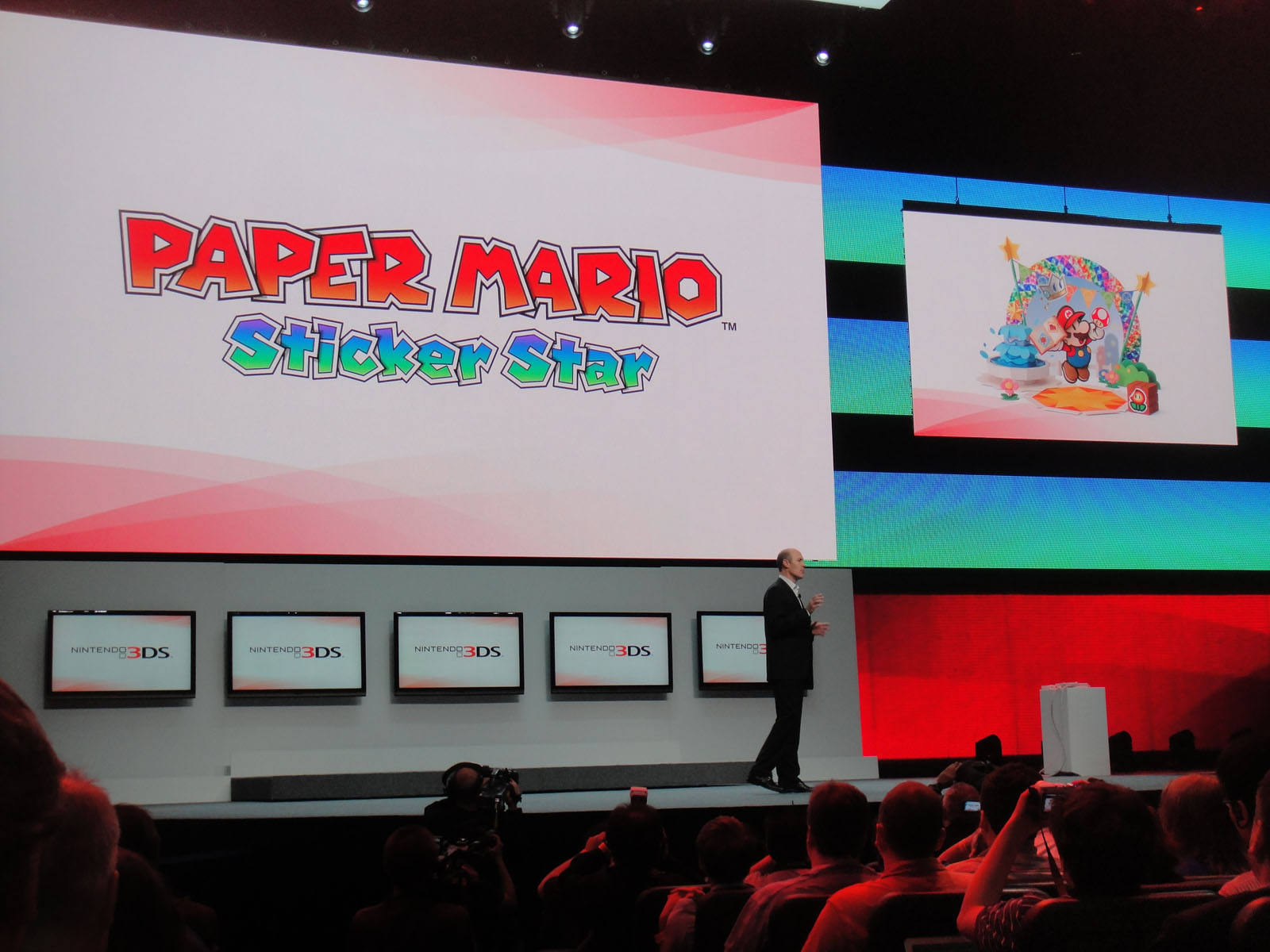
عرض تقديم ستيكر ستار في معرض الترفيه الإلكتروني 2012.

أعلن عن ستيكر ستار في معرض الترفيه الإلكتروني 2010 تحت العنوان المؤقت بايبر ماريو. قُدِّمَ القليل من التفاصيل حول عنوان بايبر ماريو الجديد خارج الإعلانات الإضافية التي صدرت في نينتندو ورلد 2011 ومعرض الترفيه الإلكتروني 2011. أعلن عن اللعبة وعنوانها الكامل خلال المؤتمر الصحفي لنينتندو في معرض الترفيه الإلكتروني 2012، جنبًا إلى جنب مع نيو سوبر ماريو برذرز 2 ولويجيز مانشن: دارك مون، مع نافذة إطلاق في وقت ما خلال موسم العطلات 2012. عُرِضَ عرض توضيحي مباشر للعبة من قبل مدير توطين نينتندو أمريكا نايت بيهلدروف، أحد كتاب النص الإنجليزي لستار ستيكر، في وقت لاحق في حدث عرض نينتندو 3دي أس، والذي فُصِّلَ بشكل كبير حول أسلوب اللعب الذي يركز على الملصقات. أعلن عن توزيع اللعبة فيزيائيًا كخرطوشة نينتندو 3دي أس أو يمكن تنزيلها عبر نينتندو إي شوب.

### السيناريو
أزيل نظام الشريك السائد في ألعاب بايبر ماريو السابقة من قبل المطورين لأنه غالبًا ما يتعارض مع أسلوب اللعب والميكانيكا التي تركز على الملصقات. بالإضافة إلى ذلك، طلب شيغيرو مياموتو من المطورين «إكمال [اللعبة] بشخصيات من عالم سوبر ماريو فقط». طلب مياموتو من المطورين تغيير أسلوب اللعب والمعارك، حيث اعتبرها مشابهة جدًا لذا ثاوزند-يير دور. طلب من المطورين التقليل من أهمية قصة اللعبة، قائلاً «لا بأس من دون قصة، فهل نحتاج حقًا إلى قصة؟». أوضح المنتج كينسوكي تنابي أيضًا كيف أن أقل من واحد بالمائة من اللاعبين وجدوا أن القصة في سوبر بايبر ماريو مثيرة للاهتمام، وفقًا لاستطلاع أجري على نادي نينتندو. قرر تارو كودو، كاتب اللعبة الرئيسي، أن اللعبة لا تحتاج إلى قصة معقدة «لتوجيه الحركة». باعتبارها لعبة نينتندو 3دي أس كان من المفترض أن تُلعَب ستيكر ستار على دفعات قصيرة؛ نُفِّذَ السرد العرضي وخريطة العالم ونظام المرحلة بحيث يمكن للاعبين بسهولة التوقف واستئناف اللعب في أي وقت.

### الشخصيات
في مقابلات المطورين الخاصة بلعبة بايبر ماريو: ذا أوريغامي كينغ التي صدرت في 2020، أشار تنابي إلى أنه بدءًا من ستيكر ستار، قيل لهم من نينتندو أنه لا يُسمح لهم بإنشاء شخصيات جديدة أو البناء على شخصيات سابقة، مثل العمر أو الجنس. نتيجة لذلك، حُوِّلَ التركيز بشكل أكبر نحو النص، لأنه يسمح للمطورين بالتعبير عن شخصيتهم. في مقابلة عام 2012 مع «إواتا يسأل»، اقترح ساتورو إواتا كيف كانت الميزات والشخصية بالأحرى نتاجًا للوظيفة وأسلوب اللعب.

## التقييم
| التقييم |             |
| --- | ----------- |
| مجموع النقاط المجموع نقاط ميتاكريتيك 75/100 نتائج المراجعة نشرة نقاط 1أب.كوم A- دستركتويد 8/10 إدج 8/10 [ 27 ] إلكترونك غيمينغ مونثلي 6.5/10 يورو غيمر 7/10 غيم إنفورمر 8.75/10 غيم سبوت 7.5/10 غيمز رادار آي جي إن 8.3/10 نينتندو لايف نينتندو ورلد ريبورت 7.5/10 مجلة نينتندو الرسمية 83% [ 28 ] فنشر بيت 68/100 |             |
| مجموع النقاط |             |
| المجموع | نقاط        |
| ميتاكريتيك | 75/100      |
| نتائج المراجعة |             |
| نشرة | نقاط        |
| 1أب.كوم | A-          |
| دستركتويد | 8/10        |
| إدج | 8/10        |
| إلكترونك غيمينغ مونثلي | 6.5/10      |
| يورو غيمر | 7/10        |
| غيم إنفورمر | 8.75/10     |
| غيم سبوت | 7.5/10      |
| غيمز رادار | 4.5/5 stars |
| آي جي إن | 8.3/10      |
| نينتندو لايف | 8/10 stars  |
| نينتندو ورلد ريبورت | 7.5/10      |
| مجلة نينتندو الرسمية | 83%         |
| فنشر بيت | 68/100      |

تلقت ستيكر ستار «تقييمات إيجابية بشكل عام»، حيث حصلت على مجموع 75/100 على ميتاكريتيك. باعت اللعبة ما يقارب 400 ألف نسخة في اليابان عام 2012. اعتبارًا من 31 مارس 2013، حققت مبيعات اللعبة 1،970،000 نسخة حول العالم. اختارت أكاديمية الفنون والعلوم التفاعلية ستيكر ستار كـ«أفضل لعبة محمولة لهذا العام» خلال حفل توزيع جوائز D.I.C.E. السادس عشر.
تلقى إدخال الملصقات استقبالًا متباينًا من قبل النقاد؛ أحب النقاد إستراتيجية إدارة الملصقات في متناول اليد. وصف فيليب كولار من بوليغون القتال بالاشتباك، وكما هو الحال في كل معركة كان لها وسيلة للتحايل الخاصة بها والتي استدعت الاستنتاج المنطقي. أشاد جيريمي باريش من 1أب.كوم بإمكانية اللعب في ستيكر ستار بالقول: «إن قابلية اللعب المطلقة لستيكر ستار تقطع شوطًا طويلاً لتعويض اللحظات التي يتوقف فيها زخمك للأمام وتضطر إلى تتبع الأحداث القديمة لبعض مهام الجلب التعسفي». تلقى استخدام الأشياء قبولًا سلبيًا، وانتُقد لكونها خارج المكان ووظيفتها في اللعبة ضرورية. اعتبرت أحد نقاط الضعف في اللعبة، وانتُقدوا بسبب التراجع الحتمي ولوجود حل واحد فقط لكل لغز. انتقد جيف غروب من فنشر بيت استخدام الملصقات بسبب نقص مساحة المخزون، وإجباره على التمسك ببعض الملصقات في وقت لاحق، والتراجع المستمر لاستعادة الملصقات التي لا يمكن الحصول عليها. أُشِيدَ برسومات اللعبة وبناء العالم، وقُورِنَت بأمثالها من سوبر ماريو ثري دي لاند. لُوحِظَ أن اللعبة فريدة من نوعها تمامًا مثل الألعاب السابقة في السلسلة، مع توضيح إلكترونك غيمينغ مونثلي كيف أن «التأثير ثلاثي الأبعاد يعزز المرئيات فقط». أشيد بالشخصيات أيضًا لسحرها وطبيعتها «غريبة الأطوار»، ومع ذلك فقد انتُقِدُوا أيضًا بسبب نقص التنوع في التصميم المرئي بالإضافة إلى وفرة التودز بدلاً من الأجناس الخيالية المتنوعة التي كانت السلسلة معروفة بها.
انتقد العديد من النقاد اللعبة انتقادًا سلبيًا تجاه إزالة العديد من عناصر تقمص الأدوار (RPG)، منها نقص في تقدم الشخصية، مثل نقاط الخبرة (XP). أحب غيمز رادار التغيير من محتوى تقمص الأدوار التقليدي، لكنه يعتقد أنه «لا يوجد ما يكفي من لهواة نوع تقمص الأدوار». بالإضافة إلى ذلك، أصيب النقاد بخيبة أمل بسبب فقدان القصة المناسبة، و لكن أشيد بالكتابة الكوميدية؛ يعتقد مراجع بيست كيسي مالون أن اللعبة «تبرز على أنها مضحكة حقًا مقارنة بمعظم الألعاب الأخرى».
جاءت شكاوي أخرى من عدم وجود صعوبة في القتال العادي. وجد النقاد أن المعارك العادية لا تواجه صعوبة تذكر على الإطلاق، حيث يعتقد ريتش ستانتون، مراجع يورو غيمر، أنهم «لا يعتقدون أنني قُتلت على يد عدو عادي مرة واحدة». على العكس من ذلك، اعتبرت معارك الزعماء صعبة للغاية، حيث وُصفت بـ«الكابوس»، «السخيفة»، و«الحتمية».

## الملاحظات
1. ↑  تٌعرف اللعبة في اليابان باسم: بايبر ماريو: سوبر سيل (بالإنجليزية: Paper Mario: Super Seal‎؛ باليابانية: ペーパーマリオスーパーシール؟)[3]